# Argyrogrammana juanita
Argyrogrammana juanita är en fjärilsart som beskrevs av Otto Staudinger 1888. Argyrogrammana juanita ingår i släktet Argyrogrammana och familjen Riodinidae. Inga underarter finns listade i Catalogue of Life.